# Pinus cembroides
Pinus cembroides (Сосна мексиканська) — вид роду сосна родини соснових.

## Поширення
Поширення: Мексика (Баха-Каліфорнія-Сюр, Чихуахуа, Коауїла, Дуранго, Гуанахуато, Ідальго, Халіско, Нуево-Леон, Пуебла, Керетаро, Сан-Луїс-Потосі, Сонора, Тамауліпас, Веракрус, Сакатекас); США (Аризона, Нью-Мексико, Техас). У більшій частині свого ареалу займає перехідну зону між напівпустельними плато і долинами. Висотний діапазон: (800)1500–2600(2800) м над рівнем моря. Клімат проживання теплий і сухий, річна кількість опадів коливається від 380 до 650 мм, сухий сезон триває 7–8 місяців.

## Опис

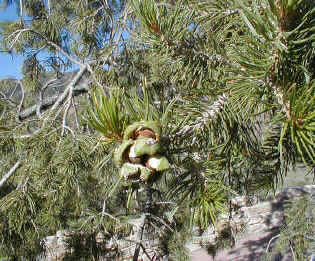
Гілка з шишкою

Це середнього розміру дерева, від 8 до 20 метрів у висоту і з діаметром стовбура до 50 см. Кора від червоно-коричневого до темно-коричневого кольору з неглибокими і нерегулярними зморшками. Голки зібрані в пучки по 2–4. Пилкові шишки еліпсоїдні, жовті, до 10 мм. Шишки кулясті, 3–4 см в довжину і ширину, коли закриті, зелені спочатку, дозріваючи у 18–20 місяців стають жовто-коричневими. Відкриті шишки 4–5 см шириною. Насіння від сіро-коричневого до темно-сірого або світло-коричневого кольору, яйцюваті, довжиною 10–16 мм і 6–10 мм завширшки.
Дерево діаметром 90 см, висотою 20 м, і діаметром крони 13 м, розташоване в англ. Big Bend National Park, штат Техас.

## Використання
Насіння широко збирають в Мексиці.

## Загрози та охорона
Серйозних загроз нема. Цей вид присутній на кількох охоронних територіях.